# Mike Conway

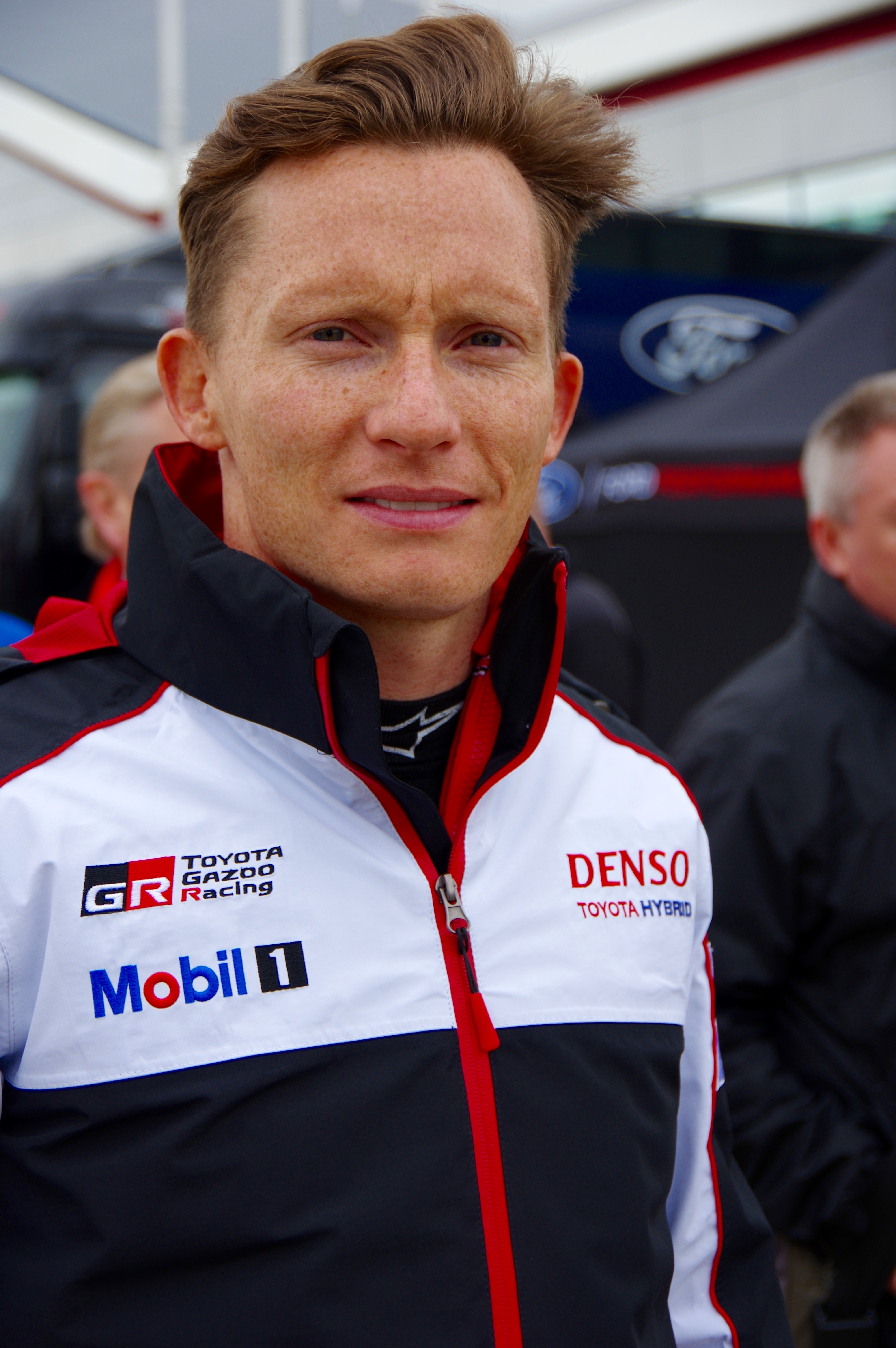
Mike Conway 2016

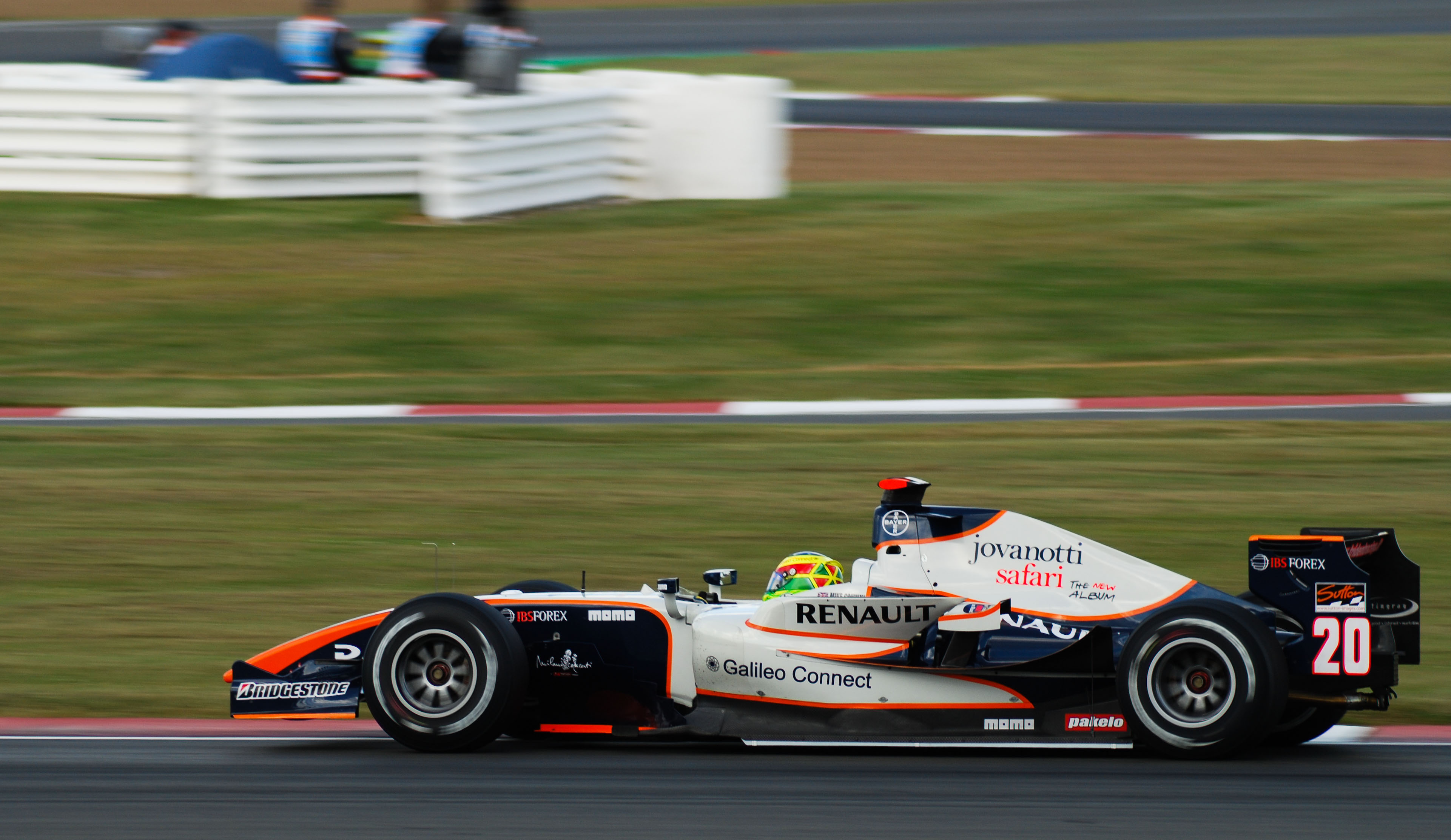
Conway fuhr von 2006 bis 2008 in der GP2-Serie

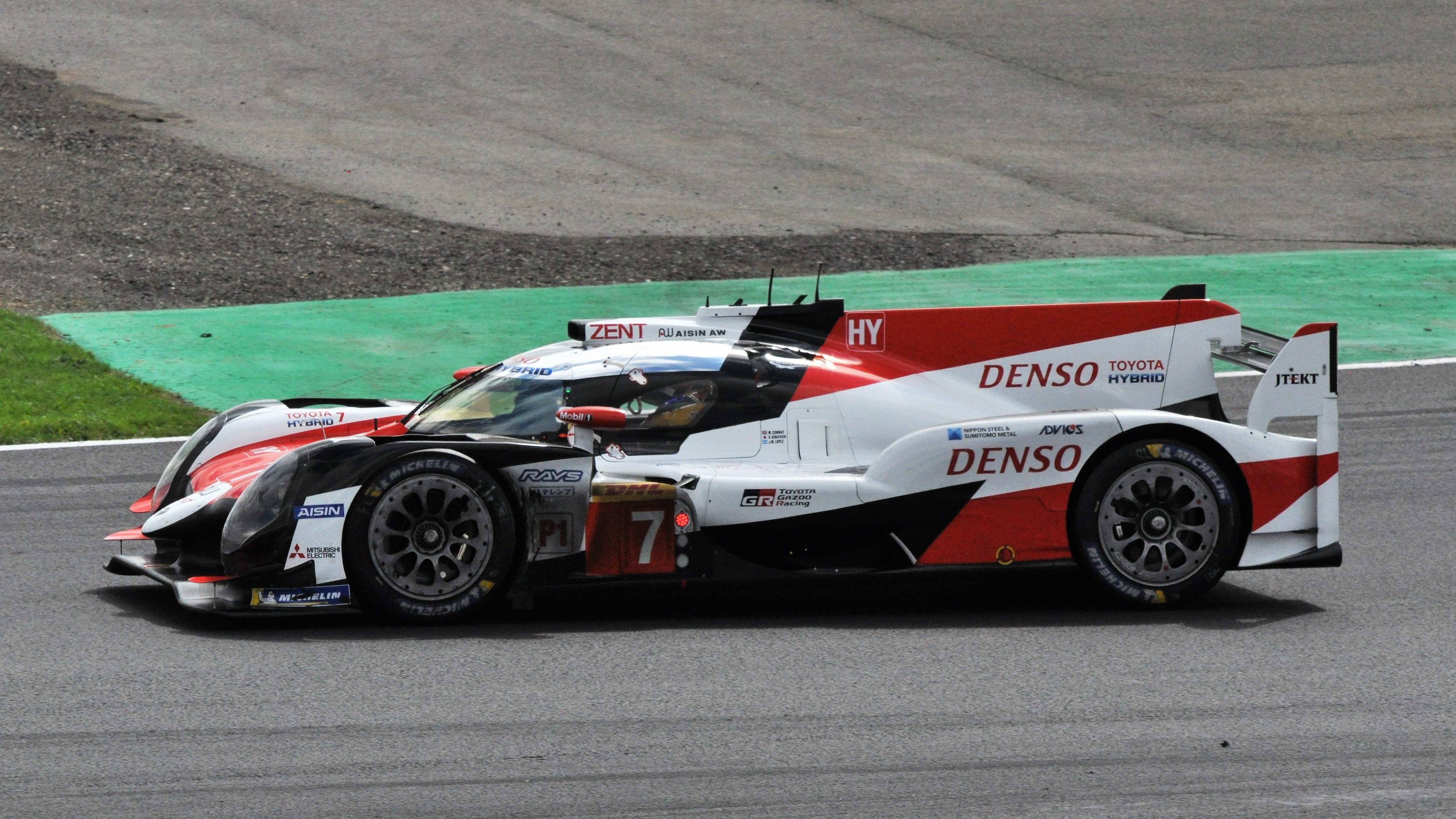
Mike Conway im Toyota TS050 Hybrid beim 6-Stunden-Rennen von Silverstone 2018

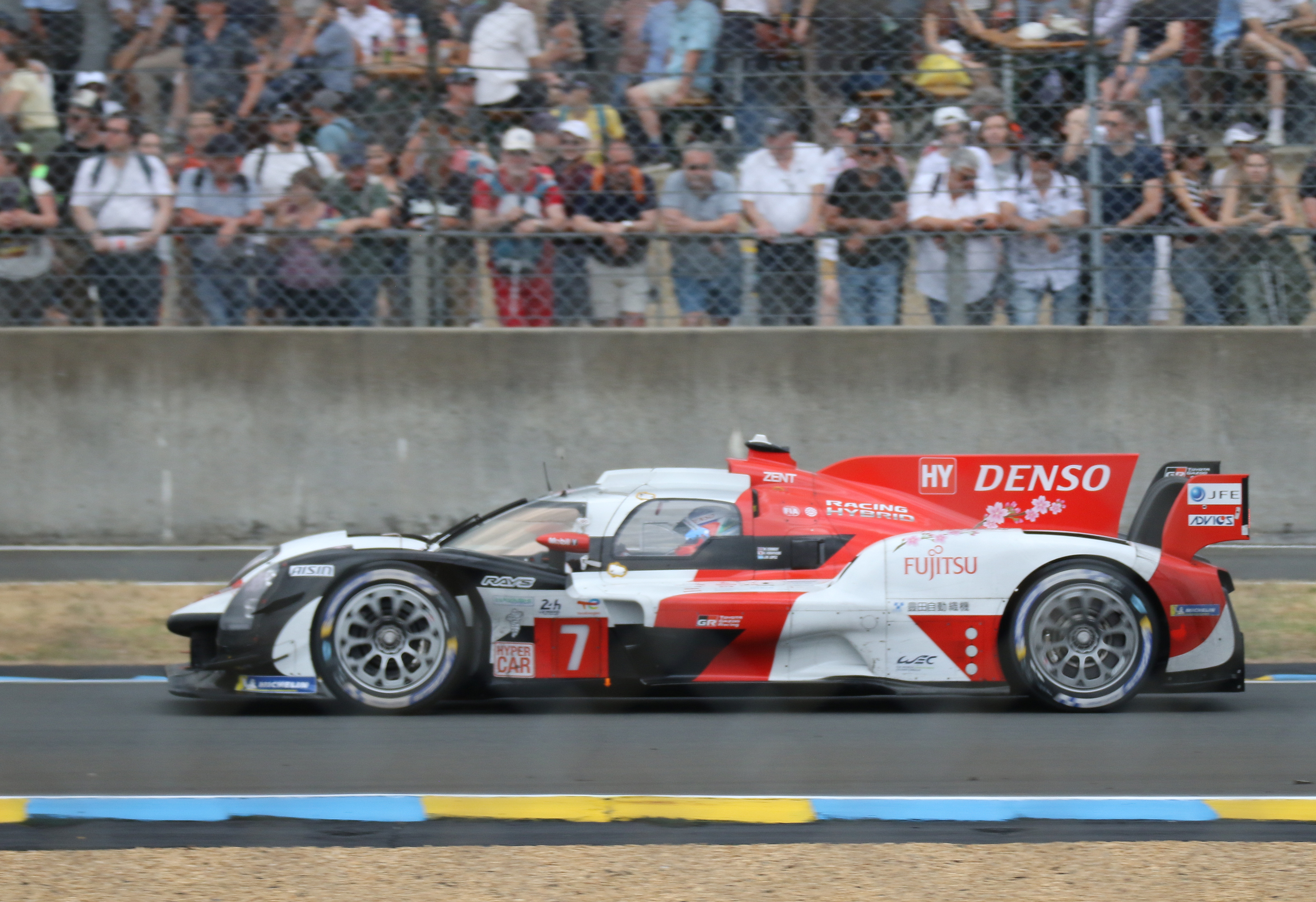
Der von Mike Conway beim 24-Stunden-Rennen von Le Mans 2023 gefahrene Toyota GR010 Hybrid

Michael Robert „Mike“ Conway (* 19. August 1983 in Bromley, Kent) ist ein britischer Automobilrennfahrer. Er gewann 2006 die britische Formel-3-Meisterschaft. Von 2006 bis 2008 war er in der GP2-Serie aktiv. Von 2009 bis 2014 trat er in der IndyCar Series an. Seit 2013 fährt er in der FIA-Langstrecken-Weltmeisterschaft (WEC).

## Karriere
Conway begann seine Motorsportkarriere im Alter von acht Jahren im Kartsport, in dem er bis 2000 aktiv war. Unter anderem gewann er 2000 die britische Formel-A-Kartmeisterschaft. 2001 wechselte er in den Formelsport und startete zunächst in der britischen Formel-Ford-Juniorenmeisterschaft, in der er auf Anhieb mit einem Sieg den sechsten Platz in der Gesamtwertung belegte. Nachdem er bereits in dieser Saison an einigen Rennen der regulären britischen Formel Ford teilgenommen hatte, trat er 2002 in dieser Meisterschaft an und belegte mit sechs Podest-Platzierungen den vierten Gesamtrang. 2003 wechselte er zu Fortec Motorsport in die britische Formel Renault. Er gewann ein Rennen und wurde am Saisonende Vierter. 2004 blieb Conway in dieser Meisterschaft und gewann mit acht Siegen souverän den Meistertitel vor Westley Barber. Darüber hinaus startete er in den beiden Saisons bei insgesamt drei Rennen des Formel Renault 2.0 Eurocups, von denen er eines für sich entschied.
2005 wechselte Conway in die britische Formel-3-Meisterschaft, in der er zunächst erneut für Fortec Motorsport antrat. Ihm gelang ein Rennsieg und er wurde Dritter in der Meisterschaft hinter Charlie Kimball und dem Meister Álvaro Parente. 2006 wechselte Conway zu Räikkönen Robertson Racing, für die er seine zweite Saison in der britischen Formel-3-Meisterschaft bestritt. Er entschied 8 von 22 Rennen für sich und gewann den Meistertitel vor Oliver Jarvis und seinem Teamkollegen Bruno Senna. Außerdem gewann er den prestigeträchtigen Macau Grand Prix.
Nachdem Conway bereits in der Saison 2006 für DPR Direxiv zwei Rennen in der GP2-Serie absolviert und den 29. Gesamtrang belegt hatte, wechselte er 2007 in die GP2-Serie zum britischen Rennstall Super Nova Racing, bei dem er Teamkollege von Luca Filippi wurde. Während Filippi Vierter in der Fahrerwertung wurde, belegte Conway den 14. Gesamtrang. Ein zweiter Platz bei seinem Heimrennen in Silverstone war sein bestes Ergebnis. Außerdem war er 2007 einer von drei Formel-1-Testfahrern des japanischen Rennstalls Honda. 2008 wechselte Conway in der GP2-Serie als Teamkollege von Ho-Pin Tung zu Trident Racing. Er erzielte in der Saison bei einigen Rennen Punkte und gewann das Sprintrennen in Monte Carlo. In der Gesamtwertung belegte Conway, der besser als sein Teamkollege Tung war, den zwölften Platz. Außerdem war er erneut ein Formel-1-Testfahrer des Honda-Teams und er nahm an einigen Rennen der International GT Open teil.
2009 verließ Conway Europa und wechselte nach Amerika in die IndyCar Series. Bei Dreyer & Reinbold Racing erhielt er ein Cockpit für die komplette Saison. Mit einem dritten Platz als bestes Resultat belegte er am Ende seiner ersten Saison den 17. Platz im Gesamtklassement. Im Dezember durfte er für Brawn GP, dem Gewinner der Konstrukteursweltmeisterschaft, Formel-1-Testfahrten absolvieren. 2010 blieb er bei Dreyer & Reinbold Racing und erhielt mit seinem Landsmann Justin Wilson einen permanenten Teamkollegen. Beim Saisonhöhepunkt, dem Indianapolis 500, machte Conway zunächst mit Führungsrunden auf sich aufmerksam. In der 199. von 200 Runden kollidierte er mit Ryan Hunter-Reay, dem, da sein Tank kein Benzin mehr enthielt, der Motor ausgegangen war. Conways Bolide wurde bei der Berührung in die Luft katapultiert und flog in den Fangzaun. Am Ende des Unfalls war von dem Rennwagen nur noch die Fahrerzelle übrig. Conway überlebte den Unfall mit schweren Verletzungen. Er zog sich mehrere Brüche des linken Beins, eine Gewebeverletzung am linken Bein und einen Kompressionsbruch an einem Brustwirbel zu. Er wurde bei den restlichen Rennen durch verschiedene Piloten ersetzt. In der Saison 2010, die er nach dem schweren Unfall beim Indianapolis 500 auf dem 15. Gesamtrang liegend beenden musste, belegte er am Saisonende den 25. Platz in der Fahrerwertung.
2011 kehrte Conway nach seiner Verletzung in die IndyCar Series zurück und ging für Andretti Autosport an den Start. Nachdem er bei den ersten zwei Rennen nicht ins Ziel gekommen war, erzielte er beim dritten Rennen in Long Beach seinen ersten IndyCar-Sieg. Im weiteren Verlauf der Saison kam er nie innerhalb der Top-5 ins Ziel. Zum Indianapolis 500 schaffte er es nicht, sich zu qualifizieren. Da er in den ersten zehn Veranstaltungen durch zwei von ihm verursachte Kollisionen aufgefallen war, fuhr er bis zum Ende der Saison auf Bewährung. Die Saison beendete er als schlechtester Andretti-Pilot auf dem 17. Gesamtrang. Zur Saison 2012 wechselte Conway zu A. J. Foyt Enterprises. Beim Indianapolis 500 hatte er erneut einen schweren Unfall. Diesmal blieb er aber unverletzt. Beim Honda Indy Toronto erzielte er mit einem dritten Platz seine erste Podest-Platzierung für sein neues Team. Es blieb seine einzige Top-5-Platzierung der Saison. Kurz vor dem Saisonabschluss, dem MAVTV 500, das auf dem Oval in Fontana stattfand, gab Conway seinen Startverzicht für dieses Rennen bekannt und schloss weitere Teilnahmen an Ovalrennen generell aus. Conway erklärte, dass er sich auf den Ovalen nie wohl gefühlt habe und ihm die Rückkehr auf die Ovalkurse nach seinem schweren Unfall in Indianapolis 2010 nicht leichtgefallen war. Conway erntete für seine Entscheidung Respekt von mehreren Fahrern und Teamchefs der IndyCar Series. Conway beendete die IndyCar-Saison auf dem 21. Gesamtrang.
2013 erhielt Conway bei dem von Alan Docking Racing betreuten Rennstall G-Drive Racing ein Cockpit in der LMP2-Klasse der FIA-Langstrecken-Weltmeisterschaft (WEC). Er bildet ein Team mit John Martin und Roman Russinow. Bei vier von acht Rennen gewann das Trio die LMP2-Wertung. Ihre beste Gesamtplatzierung war ein dritter Platz beim Saisonfinale. In der Fahrerweltmeisterschaft belegten die drei Fahrer den siebten Platz. Im Rahmen der WEC debütierte er in diesem Jahr beim 24-Stunden-Rennen von Le Mans. Das Trio wurde bei diesem Rennen disqualifiziert. Außerdem absolvierte er für Level 5 Motorsports ein Rennen in der American Le Mans Series (ALMS). Er vertrat dabei Ryan Briscoe, der verletzt ausfiel. Außerdem bestritt er 2013 einzelne IndyCar-Rennen. Für Rahal Letterman Lanigan Racing nahm er am Rennen in Long Beach teil, bei Dale Coyne Racing erhielt er ein Cockpit für die drei Double-Header-Veranstaltungen in Detroit, Toronto und Houston. In Detroit gewann er das erste Rennen und wurde Dritter beim zweiten Lauf. Bei insgesamt sieben Starts kam Conway fünfmal in die Top-10.
2014 absolvierte Conway für Ed Carpenter Racing alle IndyCar-Rennen auf Straßenkursen. Er teilte sich das Cockpit mit Teambesitzer Ed Carpenter, der auf den Ovalkursen das Fahrzeug übernahm. Conway gewann je ein Rennen in Long Beach und Toronto. Er wurde 23. in der Fahrerwertung. Zusammen genommen mit seinem Teamkollegen Carpenter, der ein Rennen gewonnen hat, hätten die beiden den achten Gesamtrang belegt. Darüber hinaus übernahm Conway bei Toyota die Position des Test- und Ersatzfahrers in der FIA-Langstrecken-Weltmeisterschaft. In dieser Funktion nahm er an drei Rennen teil und gewann zusammen mit Stéphane Sarrazin und Alexander Wurz in Bahrain. Conway wurde Elfter in der Fahrerweltmeisterschaft. Außerdem plante Conway ein Engagement für Dragon Racing in der FIA-Formel-E-Meisterschaft. Aufgrund seiner Aufgaben für Toyota in der WEC entschied er sich jedoch kurz vor dem Saisonbeginn gegen Teilnahmen an der Formel E. 2015 erhielt Conway bei Toyota ein Vollzeitcockpit in der FIA-Langstrecken-Weltmeisterschaft. Zusammen mit seinen Teamkollegen Sarrazin und Wurz gelang ihm beim Saisonfinale in as-Sachir ein dritter Platz. Das Trio schloss die Saison auf dem sechsten Gesamtrang ab.
Anfang 2016 stieg Conway beim Venturi Formula E Team in die FIA-Formel-E-Meisterschaft ein. Er absolvierte sieben Rennen, wobei ein achter Platz sein bestes Ergebnis war. Darüber hinaus ging Conway 2016 erneut zusammen mit Sarrazin für Toyota Gazoo Racing in der FIA-Langstrecken-Weltmeisterschaft an den Start. Kamui Kobayashi löste Wurz als Teamkollege der beiden ab.
2021 gewann er nach mehreren unglücklich verlaufenden Versuchen gemeinsam mit José María López und Kamui Kobayashi im Toyota GR010 Hybrid das 24-Stunden-Rennen von Le Mans.

## Statistik

### Karrierestationen
- 1992–2000: Kartsport
- 2001: Britische Formel Ford Junior (Platz 6)
- 2001: Britische Formel Ford (Platz 33)
- 2002: Britische Formel Ford (Platz 4)
- 2003: Britische Formel Renault (Platz 4)
- 2003: Nordamerikanische Formel Renault, Winterserie (Platz 8)
- 2003: Britische Formel Renault, Winterserie (Platz 8)
- 2004: Britische Formel Renault (Meister)
- 2005: Britische Formel 3 (Platz 3)
- 2006: Britische Formel 3 (Meister)
- 2006: GP2-Serie (Platz 29)
- 2007: GP2-Serie (Platz 14)
- 2007: Formel 1 (Testfahrer)
- 2008: GP2-Serie (Platz 12)
- 2008: Formel 1 (Testfahrer)
- 2008: International GT Open (Platz 24)
- 2009: IndyCar Series (Platz 17)
- 2009: Formel 1 (Testfahrer)
- 2010: IndyCar Series (Platz 25)
- 2011: IndyCar Series (Platz 17)
- 2012: IndyCar Series (Platz 21)
- 2013: WEC (Platz 7)
- 2013: ALMS, LMP2 (Platz 12)
- 2013: IndyCar Series (Platz 23)
- 2014: IndyCar Series (Platz 23)
- 2014: WEC (Platz 11)
- 2015: WEC (Platz 6)
- 2016: Formel E (Platz 16)
- 2016: WEC
- 2017: Formel E (Platz 24)

### Einzelergebnisse in der IndyCar Series
| Jahr | Team                           | 1      | 2      | 3      | 4       | 5        | 6       | 7       | 8       | 9       | 10      | 11      | 12      | 13      | 14      | 15      | 16      | 17      | 18    | 19  | Punkte | Rang |
| ---- | ------------------------------ | ------ | ------ | ------ | ------- | -------- | ------- | ------- | ------- | ------- | ------- | ------- | ------- | ------- | ------- | ------- | ------- | ------- | ----- | --- | ------ | ---- |
| 2009 | Dreyer & Reinbold Racing       | STP 22 | LBH 21 | KAN 19 | INDY 18 | MIL 20   | TXS 19  | IOW 8   | RIR 18  | WGL 6   | TOR 22  | EDM 20  | KTY 17  | MDO 20  | SNM 3   | CHI 16  | MOT 22  | HMS 15  |       |     | 261    | 17.  |
| 2010 | Dreyer & Reinbold Racing       | SAO 8  | STP 19 | ALA 9  | LBH 10  | KAN 14   | INDY 19 | TXS INJ | IOW INJ | WGL INJ | TOR INJ | EDM INJ | MDO INJ | SNM INJ | CHI INJ | KTY INJ | MOT INJ | HMS INJ |       |     | 110    | 25.  |
| 2011 | Andretti Autosport             | STP 23 | ALA 22 | LBH 1  | SAO 6   | INDY DNQ | TXS1 24 | TXS2 17 | MIL 12  | IOW 24  | TOR 22  | EDM 8   | MDO 26  | NHA 25  | SNM 16  | BAL 23  | MOT 9   | KTY 18  | LSV C |     | 260    | 17.  |
| 2012 | A. J. Foyt Enterprises         | STP 20 | ALA 7  | LBH 22 | SAO 19  | INDY 29  | DET 9   | TXS 16  | MIL 16  | IOW 20  | TOR 3   | EDM 11  | MDO 21  | SNM 14  | BAL 16  | FON     |         |         |       |     | 233    | 21.  |
| 2013 | Rahal Letterman Lanigan Racing | STP    | ALA    | LBH 25 | SAO     | INDY     |         |         | TXS     | MIL     | IOW     | POC     |         |         | MDO     | SNM     | BAL     |         |       | FON | 185    | 23.  |
| 2013 | Dale Coyne Racing              | STP    | ALA    |        | SAO     | INDY     | DE1 1*  | DE2 3*  | TXS     | MIL     | IOW     | POC     | TO1 7   | TO2 7   | MDO     | SNM     | BAL     | HO1 16  | HO2 9 | FON | 185    | 23.  |
| 2014 | Ed Carpenter Racing            | STP    | LBH    | ALA    | IMS     | INDY     | DET     | DET     | TXS     | HOU     | HOU     | POC     | IOW     | TOR     | TOR     | MDO     | MIL     | SNM     | FON   |     | 252    | 23.  |
| 2014 | Ed Carpenter Racing            | 16°    | 1°     | 14     | 19      |          | 21      | 11°     |         | 17      | 13      |         |         | 15      | 1°      | 13      |         | 14°     |       |     | 252    | 23.  |

(Legende)

### Einzelergebnisse in der FIA-Formel-E-Meisterschaft
| Jahr    | Team                         | 1   | 2   | 3   | 4   | 5   | 6   | 7   | 8   | 9   | 10  | 11  | 12  | Punkte | Rang |
| ------- | ---------------------------- | --- | --- | --- | --- | --- | --- | --- | --- | --- | --- | --- | --- | ------ | ---- |
| 2015/16 | Venturi Formula E Team       | BEI | PUT | PUN | BUE | MEX | LBH | PAR | BER | LON | LON |     |     | 7      | 16.  |
| 2015/16 | Venturi Formula E Team       |     |     |     | 15  | 12  | 10  | 14  | 8   | 9   | 13  |     |     | 7      | 16.  |
| 2016/17 | Faraday Future Dragon Racing | HKG | MAR | BUE | MEX | MON | PAR | BER | BER | NYC | NYC | MTR | MTR | 0      | 24.  |
| 2016/17 | Faraday Future Dragon Racing | 14  |     |     |     |     |     |     |     |     |     |     |     | 0      | 24.  |

| Legende                      | Legende       | Legende                                                                 |
| Farbe                        | Abkürzung     | Bedeutung                                                               |
| ---------------------------- | ------------- | ----------------------------------------------------------------------- |
| Gold                         | —             | Sieger                                                                  |
| Silber                       | —             | 2. Platz                                                                |
| Bronze                       | —             | 3. Platz                                                                |
| Grün                         | —             | Platzierung in den Punkten                                              |
| Blau                         | —             | Klassifiziert außerhalb der Punkteränge                                 |
| Violett                      | DNF           | Rennen nicht beendet                                                    |
| Violett                      | NC            | nicht klassifiziert                                                     |
| Rot                          | DNQ           | nicht qualifiziert                                                      |
| Schwarz                      | DSQ           | disqualifiziert                                                         |
| Weiß                         | DNS           | nicht am Start                                                          |
| Weiß                         | WD            | zurückgezogen                                                           |
| Weiß                         | C             | Rennen abgesagt                                                         |
| Blanko                       |               | nicht teilgenommen                                                      |
| Blanko                       | DNP           | gemeldet, aber nicht teilgenommen                                       |
| Blanko                       | INJ           | verletzt oder krank                                                     |
| Blanko                       | EX            | ausgeschlossen                                                          |
| sonstige Formate und Zeichen | P/fett        | Pole-Position                                                           |
| sonstige Formate und Zeichen | kursiv        | Schnellste Rennrunde (ab 2017/18: Schnellste Rennrunde der ersten Zehn) |
| sonstige Formate und Zeichen | unterstrichen | Führender in der Gesamtwertung                                          |
| sonstige Formate und Zeichen | °             | FanBoost                                                                |
| sonstige Formate und Zeichen | *             | nicht im Ziel, aufgrund der zurückgelegten Distanz aber gewertet        |
| sonstige Formate und Zeichen | ( )           | Streichresultat                                                         |

### Le-Mans-Ergebnisse
| Jahr | Team                | Fahrzeug            | Teamkollege       | Teamkollege     | Platzierung     | Ausfallgrund     |
| ---- | ------------------- | ------------------- | ----------------- | --------------- | --------------- | ---------------- |
| 2013 | G-Drive Racing      | Oreca 03            | John Martin       | Roman Russinow  | disqualifiziert |                  |
| 2015 | Toyota Racing       | Toyota TS040 Hybrid | Stéphane Sarrazin | Alexander Wurz  | Rang 6          |                  |
| 2016 | Toyota Racing       | Toyota TS050 Hybrid | Stéphane Sarrazin | Kamui Kobayashi | Rang 2          |                  |
| 2017 | Toyota Gazoo Racing | Toyota TS050 Hybrid | Stéphane Sarrazin | Kamui Kobayashi | Ausfall         | Kupplungsschaden |
| 2018 | Toyota Gazoo Racing | Toyota TS050 Hybrid | José María López  | Kamui Kobayashi | Rang 2          |                  |
| 2019 | Toyota Gazoo Racing | Toyota TS050 Hybrid | José María López  | Kamui Kobayashi | Rang 2          |                  |
| 2020 | Toyota Gazoo Racing | Toyota TS050 Hybrid | José María López  | Kamui Kobayashi | Rang 3          |                  |
| 2021 | Toyota Gazoo Racing | Toyota GR010 Hybrid | José María López  | Kamui Kobayashi | Gesamtsieg      |                  |
| 2022 | Toyota Gazoo Racing | Toyota GR010 Hybrid | José María López  | Kamui Kobayashi | Rang 2          |                  |
| 2023 | Toyota Gazoo Racing | Toyota GR010 Hybrid | José María López  | Kamui Kobayashi | Ausfall         | Unfall           |
| 2025 | Toyota Gazoo Racing | Toyota GR010 Hybrid | Nyck de Vries     | Kamui Kobayashi | Rang 5          |                  |

### Sebring-Ergebnisse
| Jahr | Team                      | Fahrzeug         | Teamkollege   | Teamkollege        | Platzierung | Ausfallgrund |
| ---- | ------------------------- | ---------------- | ------------- | ------------------ | ----------- | ------------ |
| 2017 | Whelen Engineering Racing | Cadillac DPi-V.R | Dane Cameron  | Eric Curran        | Rang 3      |              |
| 2018 | Whelen Engineering Racing | Cadillac DPi-V.R | Felipe Nasr   | Eric Curran        | Rang 3      |              |
| 2021 | Whelen Engineering Racing | Cadillac DPi-V.R | Felipe Nasr   | Luís Felipe Derani | Ausfall     | Aufhängung   |
| 2022 | Whelen Engineering Racing | Cadillac DPi-V.R | Tristan Nunez | Luís Felipe Derani | Rang 3      |              |

### Einzelergebnisse in der FIA-Langstrecken-Weltmeisterschaft
| Saison  | Team           | Rennwagen           | 1   | 2   | 3   | 4   | 5   | 6   | 7   | 8   | 9   |
| ------- | -------------- | ------------------- | --- | --- | --- | --- | --- | --- | --- | --- | --- |
| 2013    | G-Drive Racing | Oreca 03            | SIL | SPA | LEM | SAO | AUS | FUJ | SHA | BAH |     |
| 2013    | G-Drive Racing | Oreca 03            | 13  | 12  | DNF | 4   | 5   | 5   | 5   | 3   |     |
| 2014    | Toyota         | Toyota TS040 Hybrid | SIL | SPA | LEM | AUS | FUJ | SHA | BAH | SAO |     |
| 2014    | Toyota         | Toyota TS040 Hybrid |     |     |     | 6   |     |     | 1   | 4   |     |
| 2015    | Toyota         | Toyota TS040 Hybrid | SIL | SPA | LEM | NÜR | AUS | FUJ | SHA | BAH |     |
| 2015    | Toyota         | Toyota TS040 Hybrid | 4   | 5   | 6   | 6   | DNF | 6   | 5   | 3   |     |
| 2016    | Toyota         | Toyota TS050 Hybrid | SIL | SPA | LEM | NÜR | MEX | AUS | FUJ | SHA | BAH |
| 2016    | Toyota         | Toyota TS050 Hybrid | 2   | DNF | 2   | 6   | 3   | 3   | 1   | 2   | 5   |
| 2017    | Toyota         | Toyota TS050 Hybrid | SIL | SPA | LEM | NÜR | MEX | AUS | FUJ | SHA | BAH |
| 2017    | Toyota         | Toyota TS050 Hybrid | 23  | 2   | DNF | 3   | 4   | 4   | 2   | 4   | 4   |
| 2018/19 | Toyota         | Toyota TS050 Hybrid | SPA | LEM | SIL | FUJ | SHA | SEB | SPA | LEM |     |
| 2018/19 | Toyota         | Toyota TS050 Hybrid | 2   | 2   | DNF | 1   | 1   | 2   | 6   | 2   |     |
| 2019/20 | Toyota         | Toyota TS050 Hybrid | SIL | FUJ | SHA | BAH | AUS | SPA | LEM | BAH |     |
| 2019/20 | Toyota         | Toyota TS050 Hybrid | 1   | 2   | 3   | 1   | 3   | 1   | 3   | 1   |     |
| 2021    | Toyota         | Toyota GR010 Hybrid | SPA | POR | MON | LEM | BAH | BAH |     |     |     |
| 2021    | Toyota         | Toyota GR010 Hybrid | 3   | 2   | 1   | 1   | 1   | 2   |     |     |     |
| 2022    | Toyota         | Toyota GR010 Hybrid | SEB | SPA | LEM | MON | FUJ | BAH |     |     |     |
| 2022    | Toyota         | Toyota GR010 Hybrid | DNF | 1   | 2   | 3   | 2   | 1   |     |     |     |
| 2023    | Toyota         | Toyota GR010 Hybrid | SEB | POR | SPA | LEM | MON | FUJ | BAH |     |     |
| 2023    | Toyota         | Toyota GR010 Hybrid | 1   | 9   | 1   | DNF | 1   | 1   | 2   |     |     |
| 2024    | Toyota         | Toyota GR010 Hybrid | KAT | IMO | SPA | LEM | SAO | AUS | FUJ | BAH |     |
| 2024    | Toyota         | Toyota GR010 Hybrid | 5   | 1   | 7   |     | 4   | 2   | DNF | DNF |     |
| 2025    | Toyota         | Toyota GR010 Hybrid | KAT | IMO | SPA | LEM | SAO | AUS | FUJ | BAH |     |
| 2025    | Toyota         | Toyota GR010 Hybrid | 6   | 7   | 7   | 5   | 14  |     |     |     |     |